# Lijst van rijksmonumenten in Velden
De plaats Velden telt 6 inschrijvingen in het rijksmonumentenregister. Hieronder een overzicht.
| Object | Oorspronkelijke functie? | Bouwjaar      | Architect | Locatie          | Coördinaten?                  | Nr.?  | Afbeelding        |
| --- | ------------------------ | ------------- | --------- | ---------------- | ----------------------------- | ----- | ----------------- |
| Hoogwaterhuis met Annakapel                                                                                              | Kapel                    | 18e eeuw      |           | Ebberstraat 1    | 51° 25' 37" NB, 6° 9' 39" OL  | 8272  | Meer afbeeldingen |
| Sint-Andreaskerk | Kerk en kerkonderdeel    | 1850-1940     |           | Markt 21         | 51° 24' 52" NB, 6° 9' 50" OL  | 8275  | Meer afbeeldingen |
| De R.K.Pastorie vanwege het daar aanwezige houten Mariabeeldje. (plm. 35 cm. hoog) voorstellend: H. Maagd trapt op slang | Pastorie                 | 1850-1940     |           | Kloosterstraat 5 | 51° 15' 41" NB, 6° 6' 6" OL   | 8277  | Upload foto       |
| Hovershof | Boerderij                | 1778          |           | Vorstweg 50      | 51° 24' 27" NB, 6° 9' 22" OL  | 8278  | Meer afbeeldingen |
| AMK terrein | weiland                  | Romeinse tijd |           | Schandelo        | 51° 25' 21" NB, 6° 11' 44" OL | 45003 | Upload foto       |